# 千載一遇
| ウィキペディアには「千載一遇」という見出しの百科事典記事はありません（タイトルに「千載一遇」を含むページの一覧/「千載一遇」で始まるページの一覧）。 代わりにウィクショナリーのページ「千載一遇」が役に立つかもしれません。 |